# Everybody Else Is Doing It, So Why Can't We?
Albums de The Cranberries
Uncertain EP
(1991) No Need to Argue
(1994)
Singles
1. Dreams
Sortie : 29 septembre 1992
2. Linger
Sortie : 23 février 1993

Everybody Else Is Doing It, So Why Can't We? est le premier album studio du groupe de rock alternatif Irlandais The Cranberries sorti le 1er mars 1993 sur le label Island Records.
L'album s'est vendu à 7,6 millions d'exemplaires dans le monde, dont 3,2 millions aux États-Unis en avril 2007. C'est l'un des seuls albums à être sorti des charts britanniques pour ensuite être revenu et avoir atteint la première place. Il a atteint le numéro un du palmarès des albums au Royaume-Uni et en Irlande. L'album a passé un total de 86 semaines au palmarès du Royaume-Uni. Il atteint le 18e rang du palmarès américain du Billboard 200 albums. Fin 1995, il se classait comme le 50e album le plus vendu en Australie. 
Dreams a été interprété par Faye Wong en cantonais en 1994 dans son album Random Thinking puis plus tard en mandarin dans Sky. La version cantonaise a été utilisée dans le film Chungking Express de Wong Kar-wai.

## Liste des titres
Toutes les paroles sont écrites par Dolores O'Riordan, toute la musique est composée par Dolores O'Riordan et Noel Hogan.
| No  | Titre         | Durée |
| --- | ------------- | ----- |
| 1.  | I Still Do    | 3:17  |
| 2.  | Dreams        | 4:32  |
| 3.  | Sunday        | 3:30  |
| 4.  | Pretty        | 2:16  |
| 5.  | Waltzing Back | 3:38  |
| 6.  | Not Sorry     | 4:20  |
| 7.  | Linger        | 4:34  |
| 8.  | Wanted        | 2:07  |
| 9.  | Still Can't…  | 3:40  |
| 10. | I Will Always | 2:42  |
| 11. | How           | 2:51  |
| 12. | Put Me Down   | 3:33  |

Nouvelle version :
Une nouvelle mouture de l'album est sortie en 2002, intitulé Everybody Else Is Doing It, So Why Can't We? (The Complete Sessions 1991-1993). Celle-ci comprend plusieurs pistes supplémentaires, les faces B des singles qui n'avaient pas été intégrées à l'album.
| No | Titre                             | Durée |
| -- | --------------------------------- | ----- |
| 1. | Reason                            | 2:02  |
| 2. | Them                              | 3:42  |
| 3. | What You Were                     | 3:41  |
| 4. | Liar                              | 2:22  |
| 5. | Pretty (remix pour Prêt-à-porter) | 3:41  |
| 6. | How (radical mix)                 | 2:58  |

## Crédits
- Dolores O'Riordan - chants, guitare, claviers
- Mike Hogan - basse
- Noel Hogan - guitare
- Fergal Lawler - batterie

## Classements et certifications
| Pays                           | Meilleure position |
| ------------------------------ | ------------------ |
| Allemagne (Media Control AG)   | 18                 |
| Australie (ARIA)               | 16                 |
| Canada (Canadian Albums Chart) | 19                 |
| États-Unis (Billboard 200)     | 18                 |
| Irlande (Irish Albums Chart)   | 1                  |
| Nouvelle-Zélande (RIANZ)       | 9                  |
| Royaume-Uni (UK Albums Chart)  | 1                  |
| Suède (Sverigetopplistan)      | 24                 |

| Pays                    | Ventes      | Certifications |
| ----------------------- | ----------- | -------------- |
| Australie (ARIA)        | 70 000 +    | Platine        |
| Canada (Music Canada)   | 100 000 +   | Platine        |
| États-Unis (RIAA)       | 5 000 000 + | 5 × Platine    |
| France (SNEP)           | 100 000 +   | Or             |
| Mexique (AMPROFON)      | 100 000 +   | Or             |
| Nouvelle-Zélande (RMNZ) | 15 000 +    | Platine        |
| Royaume-Uni (BPI)       | 600 000 +   | 2 × Platine    |